# Гастинг
Гастинг (также Хастинг, Хастейн; фр. Hasting, исл. Hásteinn) — полулегендарный датский викинг, одна из главных угроз Западно-Франкскому королевству в IX веке.

## Биография
В 838 году норманны под предводительством Гастинга сожгли Амбуаз.
В 840 году Гастинг со своим флотом двинулся по течению Сены и Луары, разгромил Париж и другие города, а затем укрепился на морском берегу, где мог постоянно получать подкрепления с моря. Отсюда предпринял поход на Пиренейский полуостров, возможно, в союзе с другим знаменитым предводителем викингов Бьёрном Железнобоким, затем прошёл Гибралтарским проливом и напал на Италию.
Город Нант был разграблен 24 июня 843 года норманнами Гастинга, нанятыми сыном Ламберта I, Ламбертом II, обиженным на Карла Лысого.
Около 860 года, как сообщают хронисты Дудо Сен-Кантенский и Бенуа из Сен-Мор, захватил с помощью хитрости город Луну в Лигурии (Италия), ошибочно полагая, что это Рим. Из Италии вернулся опять во Франкию, спустя некоторое время крестился и заключил мир с Карлом II Лысым, который обещал Гастингу Шартрское графство.
Возможно, это тот самый Хастинг, который нападал на Британию во время правления уэссекского короля Альфреда Великого. «Англосаксонская хроника» под 892 годом сообщает, что некий Хэстен вошёл в устье Темзы во главе флотилии из 80 кораблей и стал лагерем в Милтоне. Британский историк Гвин Джонс отождествляет его с тем самым Гастингом, что разорил в 860 году лигурийскую Луну.

## В литературе
- Фигурирует в исторической повести советского детского писателя Юрия Вронского «Необычайные приключения Кукши из Домовичей» (1974).
- Выведен под именем Хэстейна в цикле исторических романов британского писателя Бернарда Корнуэлла «Саксонские хроники» (2004—2018). В сериале «Последнее королевство» по мотивам цикла его роль исполнил Джеппе Бен Лорсен.